# Guido Romano
Guido Romano  (Modena, 1887. december 3. – Vicenza közelében, 1916. június 18.) olimpiai bajnok olasz tornász.
Az 1908. évi nyári olimpiai játékokon Londonban indult először torna versenyen. Egyéni összetett versenyben a 19. helyen végzett.
Újra indult az 1912. évi nyári olimpiai játékokon Stockholmban. Két torna versenyszámban indult, a csapatverseny meghatározott szereken aranyérmes lett, míg egyéni összetettben a 9. helyen végzett. 
Az első világháborúban esett el Vicenza közelében az asiagói csatában.